# Осада Толедо (1085)
Осада Толедо (араб. سقوط طليطلة‎) — военная операция, проводившаяся в мае 1085 года королём Леона и Кастилии Альфонсо VI с целью завоевания столицы тайфы Толедо, находившейся во власти Яхья аль-Кадира из династии Зуннидов. 

## Предыстория
В 1075 году, благодаря союзу с тайфой Севильи, Альфонсо VI победил тайфу Гранада. Позже в том же году Альфонсо VI поддержал Толедо против тайфы Кордовы. Когда король Толедо Яхья аль-Мамун был убит в Кордове, Яхья аль-Кадир пришел к власти в Толедо. Он изгнал сторонников Альфонсо, сея разногласия среди своих подданных. В то время Королевство Леон считало себя прямым наследником Вестготского королевства и поэтому намеревалось вернуть себе столицу этого древнего королевства. 

## Ход осады
Альфонсо VI впервые разбил лагерь к югу от Толедо осенью 1084 года. Это был постоянный лагерь, целью которого было постоянно беспокоить город, пока Альфонсо не вернулся со значительной армией в следующем году. Сам Альфонсо вернулся в Леон к декабрю.
Альфонсо привел свои основные силы в середине марта 1085 года . После двухмесячной осады Яхья аль-Кадир, который не смог заручиться поддержкой соседних тайф, расплатиться с Альфонсо VI или защитить город сам, сдался. Условия, принятые 6 мая 1085 года, включали гарантии жизни, собственности, свободы и религиозного выражения мусульман. Отдельно заключались соглашения с еврейским населением Толедо. Альфонсо официально вошел в город 25 мая, и к августу его войска завоевали прилегающие территории в бассейне Тежу, включая Мадрид, присоединив их к Королевству Кастилия.

## Результаты
Завоевание бывшей столицы вестготов было достигнуто благодаря стратегии войны на истощение, разработанной Кастилией в предыдущие годы. После завоевания этой тайфы король Альфонсо стал более могущественным, и изменилась соотношение сил между христианами и мусульманами на Пиренейском полуострове.
Падение Толедо заставило правителей тайф Севильи, Бадахоса и Гранады послать совместную делегацию к Юсуфу ибн Ташфину из династии Альморавидов в поисках помощи против Кастилии.